# Make You Feel My Love
«Make You Feel My Love» és una cançó escrita per Bob Dylan que va aparèixer en el seu àlbum de 1997 Time Out of Mind. Primer va ser llançada comercialment per Billy Joel, sota el títol «To Make You Feel My Love», abans de la versió de Dylan que va aparèixer més tard el mateix any. Des de llavors ha estat cantada per nombrosos artistes i ha demostrat ser un èxit comercial per a artistes com Adele, Garth Brooks, Bryan Ferry i Kelly Clarkson. Dues representacions de la cançó (una de Garth Brooks i un altre de Trisha Yearwood) van aparèixer a la banda sonora de la pel·lícula de 1998 Hope Floats. Dylan finalment va llançar la cançó com a senzill.
La cantant Adele Laurie Blue Adkins, més coneguda com a Adele, va versionar la cançó en el seu primer àlbum 19 publicat el 28 de gener de 2008.